# Щербаково (Воронежская область)
Щербако́во — село в Каменском районе Воронежской области России.
Входит в состав Евдаковского сельского поселения.

## Население
| 1859 | 1897 | 2010 |
| ---- | ---- | ---- |
| 524  | ↗739 | ↘329 |

## Улицы
- ул. Кирова,
- ул. Молодёжная,
- ул. Первомайская.